# Österreichische Badmintonmeisterschaft 2016
Die Österreichische Badmintonmeisterschaft 2016 fand vom 5. bis zum 7. Februar 2016 in Mödling statt. Es war die 59. Auflage der Meisterschaften.

## Medaillengewinner
| Disziplin    | Gold                            | Silber                            | Bronze                             |
| ------------ | ------------------------------- | --------------------------------- | ---------------------------------- |
| Herreneinzel | Luka Wraber                     | David Obernosterer                | Vilson Vattanirappel               |
| Herreneinzel | Luka Wraber                     | David Obernosterer                | András Németh                      |
| Dameneinzel  | Katrin Neudolt                  | Susanne Schuster                  | Jenny Ertl                         |
| Dameneinzel  | Katrin Neudolt                  | Susanne Schuster                  | Natalie Herbst                     |
| Herrendoppel | Jürgen Koch Peter Zauner        | Dominik Stipsits Roman Zirnwald   | Lukas Rebhandl Simon Rebhandl      |
| Herrendoppel | Jürgen Koch Peter Zauner        | Dominik Stipsits Roman Zirnwald   | Paul Demmelmayer Lukas Weissenbäck |
| Damendoppel  | Anna Demmelmayer Jenny Ertl     | Zita Banhegyi Miriam Gruber       | Natalie Herbst Nathalie Ziesig     |
| Damendoppel  | Anna Demmelmayer Jenny Ertl     | Zita Banhegyi Miriam Gruber       | Katrin Neudolt Bianca Schiester    |
| Mixed        | Roman Zirnwald Sonja Langthaler | Paul Demmelmayer Anna Demmelmayer | René Nichterwitz Sabine Ferner     |
| Mixed        | Roman Zirnwald Sonja Langthaler | Paul Demmelmayer Anna Demmelmayer | Benjamin Schlemmer Natalie Herbst  |

## Herreneinzel
- Simon Ofner – Jakob Wraber: 21-19 21-14
- Peter Hofmann – Wolfgang Luber: 21-7 21-8
- Jürgen Schuster – Philipp Haidinger: 21-15 21-16
- Markus Garsleitner – Sascha Weninger: 21-16 21-6
- Vilson Vattanirappel – Richard Schneeberger: 21-13 21-12
- Lukas Weissenbäck – Lukas Windischberger: 21-15 21-11
- Fabian Steurer – Simon Ofner: 21-10 21-4
- Michael Trojan – Jürgen Schuster: 21-19 21-12
- Wolfgang Gnedt – Markus Zvonek: 21-14 21-12
- Luka Wraber – Christoph Gschwandtner: 21-6 21-6
- David Obernosterer – Georg Cejnek: 21-5 21-7
- Ralph Bittenauer – Rüdiger Gnedt: 11-21 21-16 21-11
- Michael Giesinger – Peter Hofmann: 21-7 21-10
- András Németh – Markus Garsleitner: 21-15 21-8
- Leon Seiwald – Florian Baumgartner: 21-11 21-18
- Benjamin Schlemmer – Markus Grutschnig: 21-17 21-16
- Philipp Drexler – Jannik Maczejka: 21-17 21-13
- Florian Brandstötter – Michael Hofmann: 21-12 21-19
- Lukas Fröhlich – Elias Silitonga: 21-19 24-22
- Markus Schaller – Philip Birker: 21-15 22-20
- Benjamin Schlemmer – Erik Seiwald: 21-12 21-14
- Philipp Drexler – Lukas Rebhandl: 21-18 21-19
- Michael Schausberger – Florian Brandstötter: 16-21 21-15 21-15
- René Nichterwitz – Lukas Fröhlich: 21-10 21-18
- David Obernosterer – Fabian Steurer: 21-5 21-11
- Ralph Bittenauer – Benjamin Schlemmer: 21-12 21-13
- Vilson Vattanirappel – Michael Giesinger: 21-14 21-11
- Michael Trojan – Lukas Weissenbäck: 21-19 23-21
- András Németh – Markus Schaller: 21-13 21-18
- Wolfgang Gnedt – Philipp Drexler: 21-9 21-9
- Leon Seiwald – Michael Schausberger: 21-11 21-10
- Luka Wraber – René Nichterwitz: 21-7 21-7
- David Obernosterer – Ralph Bittenauer: 21-12 21-15
- Vilson Vattanirappel – Michael Trojan: 21-19 17-21 21-11
- Luka Wraber – Leon Seiwald: 21-15 21-17
- András Németh – Wolfgang Gnedt: 21-14 7-21 21-16
- Luka Wraber – David Obernosterer: 21-11 11-21 21-15
- David Obernosterer – Vilson Vattanirappel: 21-14 19-21 21-17
- Luka Wraber – András Németh: 21-17 21-9
- Simon Ofner – Jakob Wraber: 21-19 21-14
- Peter Hofmann – Wolfgang Luber: 21-7 21-8
- Jürgen Schuster – Philipp Haidinger: 21-15 21-16
- Markus Garsleitner – Sascha Weninger: 21-16 21-6
- Vilson Vattanirappel – Richard Schneeberger: 21-13 21-12
- Lukas Weissenbäck – Lukas Windischberger: 21-15 21-11
- Fabian Steurer – Simon Ofner: 21-10 21-4
- Michael Trojan – Jürgen Schuster: 21-19 21-12
- Wolfgang Gnedt – Markus Zvonek: 21-14 21-12
- Luka Wraber – Christoph Gschwandtner: 21-6 21-6
- David Obernosterer – Georg Cejnek: 21-5 21-7
- Ralph Bittenauer – Rüdiger Gnedt: 11-21 21-16 21-11
- Michael Giesinger – Peter Hofmann: 21-7 21-10
- András Németh – Markus Garsleitner: 21-15 21-8
- Leon Seiwald – Florian Baumgartner: 21-11 21-18
- Benjamin Schlemmer – Markus Grutschnig: 21-17 21-16
- Philipp Drexler – Jannik Maczejka: 21-17 21-13
- Florian Brandstötter – Michael Hofmann: 21-12 21-19
- Lukas Fröhlich – Elias Silitonga: 21-19 24-22
- Markus Schaller – Philip Birker: 21-15 22-20
- Benjamin Schlemmer – Erik Seiwald: 21-12 21-14
- Philipp Drexler – Lukas Rebhandl: 21-18 21-19
- Michael Schausberger – Florian Brandstötter: 16-21 21-15 21-15
- René Nichterwitz – Lukas Fröhlich: 21-10 21-18
- David Obernosterer – Fabian Steurer: 21-5 21-11
- Ralph Bittenauer – Benjamin Schlemmer: 21-12 21-13
- Vilson Vattanirappel – Michael Giesinger: 21-14 21-11
- Michael Trojan – Lukas Weissenbäck: 21-19 23-21
- András Németh – Markus Schaller: 21-13 21-18
- Wolfgang Gnedt – Philipp Drexler: 21-9 21-9
- Leon Seiwald – Michael Schausberger: 21-11 21-10
- Luka Wraber – René Nichterwitz: 21-7 21-7
- David Obernosterer – Ralph Bittenauer: 21-12 21-15
- Vilson Vattanirappel – Michael Trojan: 21-19 17-21 21-11
- Luka Wraber – Leon Seiwald: 21-15 21-17
- András Németh – Wolfgang Gnedt: 21-14 7-21 21-16
- Luka Wraber – David Obernosterer: 21-11 11-21 21-15
- David Obernosterer – Vilson Vattanirappel: 21-14 19-21 21-17
- Luka Wraber – András Németh: 21-17 21-9

## Dameneinzel
- Carina Meinke – Mia Matic: 21-13 21-15
- Jana Haas – Sabrina Herbst: 8-21 21-19 21-19
- Natalie Herbst – Antonia Meinke: 14-21 21-18 21-8
- Bianca Schiester – Laura Hauser: 21-10 21-6
- Nina Sorger – Lena Zinganell: 21-12 18-21 21-12
- Katrin Neudolt – Nadine Reiter: 21-13 21-10
- Miriam Gruber – Carina Meinke: 21-13 21-17
- Jenny Ertl – Serena Au Yeong: 21-14 21-13
- Jana Haas – Zita Banhegyi: 21-16 21-19
- Natalie Herbst – Barbara Galos: 24-22 21-11
- Sonja Langthaler – Bianca Schiester: 21-16 21-13
- Susanne Schuster – Nina Sorger: 23-21 17-21 21-7
- Katharina Hochmeir – Sabine Ferner: 21-9 17-21 21-14
- Katrin Neudolt – Miriam Gruber: 21-16 21-19
- Jenny Ertl – Jana Haas: 21-17 21-8
- Natalie Herbst – Sonja Langthaler: 21-13 21-15
- Susanne Schuster – Katharina Hochmeir: 12-21 21-14 21-16
- Katrin Neudolt – Susanne Schuster: 21-11 21-8
- Katrin Neudolt – Jenny Ertl: 21-18 21-16
- Susanne Schuster – Natalie Herbst: 21-14 21-14

## Herrendoppel
- András Németh / Lukas Windischberger – Matthias Kurowski / Sascha Weninger: 21-16 21-8
- Erik Seiwald / Richard Schneeberger – Christoph Gschwandtner / Markus Schaller: 21-13 21-16
- Georg Stoisser / Florian Baumgartner – Gerhard Amar / Wolfgang Luber: 21-6 21-9
- Michael Giesinger / Philipp Drexler – Lukas Fröhlich / Michael Schausberger: 22-20 21-13
- Simon Ofner / Jannik Maczejka – Philipp Haidinger / Jakob Wraber: 21-18 21-16
- Peter Zauner / Jürgen Koch – Georg Cejnek / Christoph Frantes: 21-7 21-5
- Fabian Steurer / René Nichterwitz – András Németh / Lukas Windischberger: 21-10 21-16
- Lukas Weissenbäck / Paul Demmelmayer – Michael Hofmann / Peter Hofmann: 21-7 21-7
- Benjamin Schlemmer / Ralph Bittenauer – Richard Schneeberger / Erik Seiwald: 21-16 21-7
- Wolfgang Gnedt / Rüdiger Gnedt – Florian Baumgartner / Georg Stoisser: 21-13 16-21 21-13
- Simon Rebhandl / Lukas Rebhandl – Philipp Drexler / Michael Giesinger: 21-10 21-16
- Leon Seiwald / Philip Birker – Jannik Maczejka / Simon Ofner: 21-10 21-12
- Roman Zirnwald / Dominik Stipsits – Elias Silitonga / Markus Zvonek: 21-10 21-9
- Peter Zauner / Jürgen Koch – René Nichterwitz / Fabian Steurer: 21-16 21-14
- Lukas Weissenbäck / Paul Demmelmayer – Ralph Bittenauer / Benjamin Schlemmer: 21-12 21-14
- Roman Zirnwald / Dominik Stipsits – Philip Birker / Leon Seiwald: 21-13 21-19
- Simon Rebhandl / Lukas Rebhandl – Rüdiger Gnedt / Wolfgang Gnedt: 21-16 22-24 21-19
- Peter Zauner / Jürgen Koch – Dominik Stipsits / Roman Zirnwald: 16-21 21-11 21-16
- Peter Zauner / Jürgen Koch – Paul Demmelmayer / Lukas Weissenbäck: 21-19 21-13
- Roman Zirnwald / Dominik Stipsits – Lukas Rebhandl / Simon Rebhandl: 21-15 21-16

## Damendoppel
- Carina Meinke / Antonia Meinke – Laura Hauser / Lena Zinganell: 21-16 21-14
- Janine Lais / Katharina Hochmeir – Serena Au Yeong / Sabrina Herbst: 21-18 21-10
- Nadine Reiter / Jana Haas – Daniela Adamec / Barbara Galos: 13-21 21-11 21-16
- Miriam Gruber / Zita Banhegyi – Sonja Langthaler / Nina Sorger: 21-8 21-17
- Iris Freimüller / Sabine Ferner – Julia Herndlhofer / Mia Matic: 18-21 21-13 21-10
- Jenny Ertl / Anna Demmelmayer – Antonia Meinke / Carina Meinke: 21-7 21-16
- Nathalie Ziesig / Natalie Herbst – Katharina Hochmeir / Janine Lais: 22-20 21-11
- Miriam Gruber / Zita Banhegyi – Jana Haas / Nadine Reiter: 21-17 21-19
- Bianca Schiester / Katrin Neudolt – Sabine Ferner / Iris Freimüller: 8-21 21-18 21-14
- Jenny Ertl / Anna Demmelmayer – Zita Banhegyi / Miriam Gruber: 21-13 21-11
- Jenny Ertl / Anna Demmelmayer – Natalie Herbst / Nathalie Ziesig: 21-10 21-14
- Miriam Gruber / Zita Banhegyi – Katrin Neudolt / Bianca Schiester: 21-9 21-19

## Mixed
- René Nichterwitz / Sabine Ferner – Elias Silitonga / Mia Matic: 21-12 21-9
- Philipp Drexler / Sabrina Herbst – Christoph Frantes / Janine Lais: 21-16 11-21 21-13
- Markus Schaller / Daniela Adamec – Florian Brandstötter / Zita Banhegyi: 14-21 21-18 22-20
- Roman Zirnwald / Sonja Langthaler – Michael Giesinger / Serena Au Yeong: 16-21 21-16 21-16
- András Németh / Carina Meinke – Ralph Bittenauer / Antonia Meinke: 14-21 21-19 21-12
- Simon Rebhandl / Iris Freimüller – Georg Cejnek / Julia Herndlhofer: 21-17 21-11
- Dominik Stipsits / Bianca Schiester – Michael Schausberger / Nadine Reiter: 21-13 21-19
- Paul Demmelmayer / Anna Demmelmayer – Lukas Fröhlich / Katharina Hochmeir: 21-9 21-16
- René Nichterwitz / Sabine Ferner – Florian Baumgartner / Alexandra Mathis: 21-17 21-18
- Benjamin Schlemmer / Natalie Herbst – Philipp Drexler / Sabrina Herbst: 21-15 15-21 21-16
- Markus Schaller / Daniela Adamec – Philip Birker / Nina Sorger: 21-15 21-16
- Roman Zirnwald / Sonja Langthaler – András Németh / Carina Meinke: 21-11 21-17
- René Nichterwitz / Sabine Ferner – Simon Rebhandl / Iris Freimüller: 21-14 21-19
- Benjamin Schlemmer / Natalie Herbst – Dominik Stipsits / Bianca Schiester: 12-21 21-19 21-8
- Paul Demmelmayer / Anna Demmelmayer – Markus Schaller / Daniela Adamec: 21-8 21-8
- Roman Zirnwald / Sonja Langthaler – Paul Demmelmayer / Anna Demmelmayer: 22-20 21-18
- Roman Zirnwald / Sonja Langthaler – René Nichterwitz / Sabine Ferner: 21-17 22-20
- Paul Demmelmayer / Anna Demmelmayer – Benjamin Schlemmer / Natalie Herbst: 21-9 21-16